# Mistrzostwa Europy w Lekkoatletyce 1982 – bieg na 110 m przez płotki mężczyzn

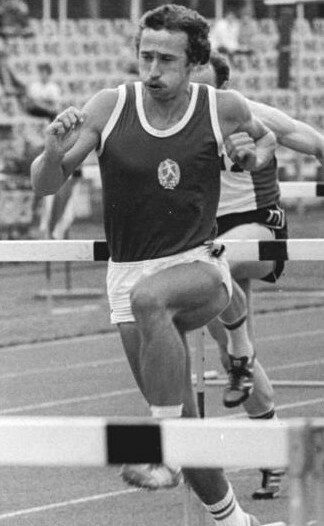
Thomas Munkelt

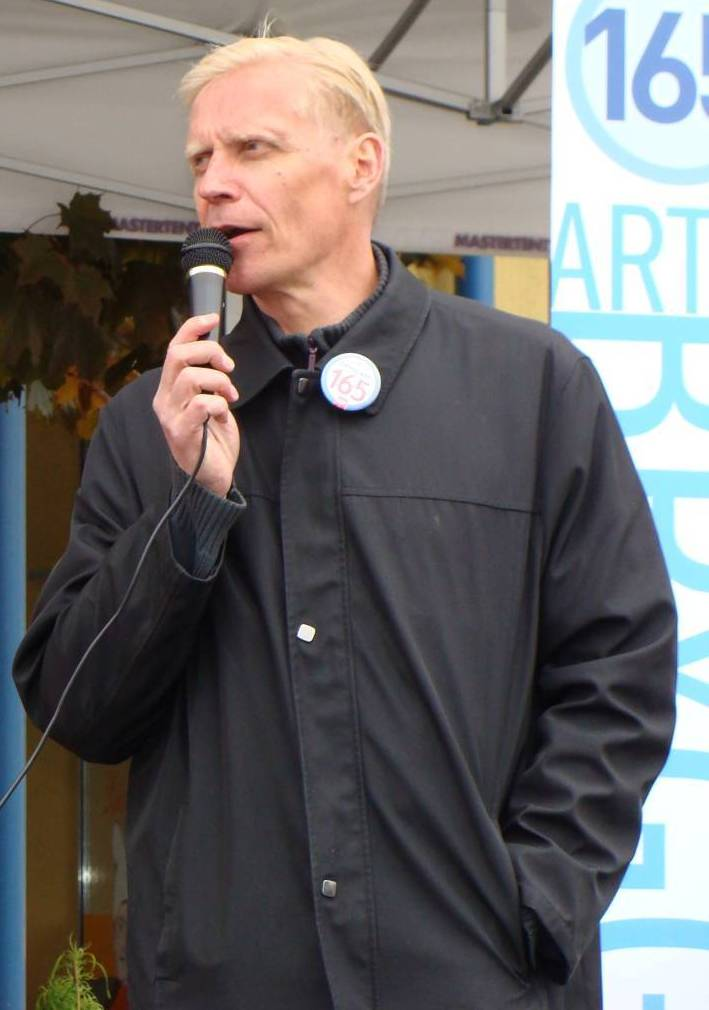
Arto Bryggare w 2009

Bieg na dystansie 110 metrów przez płotki mężczyzn był jedną z konkurencji rozgrywanych podczas XIII mistrzostw Europy w Atenach. Biegi eliminacyjne zostały rozegrane 9 września, biegi półfinałowe 10 września, a  bieg finałowy 11 września 1982 roku. Zwycięzcą tej konkurencji został reprezentant Niemieckiej Republiki Demokratycznej Thomas Munkelt. W rywalizacji wzięło udział dwudziestu dwóch zawodników z czternastu reprezentacji.

## Rekordy
| Rekord świata     | Renaldo Nehemiah (USA) | 12,93 | Zurych, Szwajcaria     | 19.08.1981 |
| Rekord Europy     | Guy Drut (FRA)         | 13,28 | Saint-Étienne, Francja | 29.06.1975 |
| Rekord mistrzostw | Guy Drut (FRA)         | 13,40 | Rzym, Włochy           | 08.09.1974 |

## Wyniki

### Eliminacje
Rozegrano trzy biegi eliminacyjne. Do półfinałów awansowało po pięciu najlepszych zawodników każdego biegu eliminacyjnego (Q) oraz jeden spośród pozostałych z najlepszym czasem (q).
Bieg 1
| Miejsce | Zawodnik          | Czas  | Uwagi |
| ------- | ----------------- | ----- | ----- |
| 1       | Thomas Munkelt    | 13,52 | Q     |
| 2       | Andriej Prokofjew | 13,71 | Q     |
| 3       | Mark Holtom       | 13,72 | Q     |
| 4       | Arto Bryggare     | 13,72 | Q     |
| 5       | Ion Oltean        | 13,82 | Q     |
| 6       | Roberto Schneider | 13,92 | q     |
| 7       | Herbert Kreiner   | 14,50 |       |

Bieg 2
| Miejsce | Zawodnik           | Czas  | Uwagi |
| ------- | ------------------ | ----- | ----- |
| 1       | Jacek Rutkowski    | 13,87 | Q     |
| 2       | Andreas Schlißke   | 13,90 | Q     |
| 3       | Gieorgij Szabanow  | 13,91 | Q     |
| 4       | György Bakos       | 13,98 | Q     |
| 5       | Karl-Werner Dönges | 14,01 | Q     |
| 6       | Urs Rohner         | 14,20 |       |
| 7       | Reijo Byman        | 14,36 |       |
| 8       | Petros Ewripidu    | 14,69 |       |

Bieg 3
| Miejsce | Zawodnik           | Czas  | Uwagi |
| ------- | ------------------ | ----- | ----- |
| 1       | Romuald Giegiel    | 13,85 | Q     |
| 2       | Holger Pohland     | 13,85 | Q     |
| 3       | Wilbert Greaves    | 13,86 | Q     |
| 4       | Aleksandr Puczkow  | 13,95 | Q     |
| 5       | Javier Moracho     | 14,01 | Q     |
| 6       | Daniele Fontecchio | 14,01 |       |
| 7       | Július Ivan        | 14,05 |       |

### Półfinały
Rozegrano dwa półfinały. Do finału awansowało po czterech najlepszych zawodników każdego biegu półfinałowego (Q).
Półfinał 1
| Miejsce | Zawodnik           | Czas  | Uwagi |
| ------- | ------------------ | ----- | ----- |
| 1       | Andriej Prokofjew  | 13,58 | Q     |
| 2       | Holger Pohland     | 13,62 | Q     |
| 3       | Karl-Werner Dönges | 13,65 | Q     |
| 4       | Romuald Giegiel    | 13,77 | Q     |
| 5       | Andreas Schlißke   | 13,79 |       |
| 6       | György Bakos       | 14,06 |       |
| 7       | Mark Holtom        | 14,14 |       |
| 8       | Roberto Schneider  | 14,22 |       |

Półfinał 2
| Miejsce | Zawodnik          | Czas  | Uwagi |
| ------- | ----------------- | ----- | ----- |
| 1       | Thomas Munkelt    | 13,47 | Q     |
| 2       | Arto Bryggare     | 13,59 | Q     |
| 3       | Wilbert Greaves   | 13,66 | Q     |
| 4       | Aleksandr Puczkow | 13,73 | Q     |
| 5       | Javier Moracho    | 13,76 |       |
| 6       | Gieorgij Szabanow | 13,79 |       |
| 7       | Jacek Rutkowski   | 13,83 |       |
| 8       | Ion Oltean        | 13,95 |       |

### Finał
| Miejsce | Zawodnik           | Czas  |
| ------- | ------------------ | ----- |
| 1       | Thomas Munkelt     | 13,41 |
| 2       | Andriej Prokofjew  | 13,46 |
| 3       | Arto Bryggare      | 13,60 |
| 4       | Wilbert Greaves    | 13,67 |
| 5       | Aleksandr Puczkow  | 13,79 |
| 6       | Romuald Giegiel    | 13,82 |
| 7       | Karl-Werner Dönges | 13,83 |
| 8       | Holger Pohland     | 13,89 |